# Pouilly-les-Nonains
Pouilly-les-Nonains è un comune francese di 1 844 abitanti situato nel dipartimento della Loira della regione dell'Alvernia-Rodano-Alpi.

## Società

### Evoluzione demografica
Abitanti censiti